# Javier Raya
Francisco Javier Raya Buenache (* 20. April 1991 in Madrid) ist ein spanischer Eiskunstläufer, der im Einzellauf startet.

## Persönliches
Im Juni 2016 outete sich Raya als homosexuell.

## Karriere
Javier Raya wurde 2010/11 spanischer Meister, als sich sein fünf Tage älterer Landsmann Javier Fernández in der Aufwärmphase verletzt hatte und geschwächt an den Start gehen musste.
Daraufhin hatte Raya 2011 sein Debüt bei Europameisterschaften, das er auf Platz 19 beendete.
Im Jahr darauf debütierte der Spanier dank guter Vorleistungen seines Landsmannes, der zwei Startplätze für Spanien erkämpft hatte, auch bei Weltmeisterschaften. Dort erreichte er den 24. Platz.
Auch bei den Olympischen Spielen 2014 in Sotschi standen Spanien zwei Startplätze zu, sodass Raya auch hier sein Debüt geben konnte. Er wurde 25.

## Ergebnisse
| Meisterschaft / Jahr      | 2011 | 2012 | 2013 | 2014 | 2015 | 2016 | 2017 | 2018 |
| ------------------------- | ---- | ---- | ---- | ---- | ---- | ---- | ---- | ---- |
| Olympische Winterspiele   |      |      |      | 25.  |      |      |      |      |
| Weltmeisterschaften       |      | 24.  |      | Z    |      | 25.  | 27.  | 37.  |
| Europameisterschaften     | 19.  |      | 16.  | 18.  | 14.  |      | 18.  |      |
| Spanische Meisterschaften | 1.   |      | 2.   | 2.   | 2.   | 3.   | 2.   | 2.   |

Z = Zurückgezogen